# Phrynops
Phrynops es un género de tortugas de la familia Chelidae (tortugas "cuello de serpiente"). Todas las especies que lo integran son originarias de Sudamérica y se conocen como tortugas de los arroyos, cabezonas o cabeza de sapo.
Son carnívoras y se alimentan principalmente de peces y caracoles.
El cráneo es amplio y algo aplanado. Tienen una cabeza característica con rostro hundido, en lo alto grandes ojos salientes y boca amplia. No pueden retraer la cabeza directamente dentro del caparazón sino que la inclinan al lado. En la especie P. zuliae la gran cabeza puede llegar a medir hasta 10 cm de ancho. Los dedos de las extremidades son completamente palmeados y en cada una cinco garras.

## Especies
Incluye cuatro especies:
- Phrynops geoffroanus
- Phrynops hilarii
- Phrynops tuberosus
- Phrynops williamsi

Este género tradicionalmente incluía a más especies que tras diversos estudios y propuestas de clasificación se han incluido en el género Mesoclemmys.